# Liste des monuments historiques de Villefranche-de-Rouergue
Ce tableau présente la liste de tous les monuments historiques classés ou inscrits dans la ville de Villefranche-de-Rouergue, Aveyron, en France.

## Liste
| Monument                     | Adresse                                         | Coordonnées                      | Notice                        | Protection            | Date           | Illustration                 |
| ---------------------------- | ----------------------------------------------- | -------------------------------- | ----------------------------- | --------------------- | -------------- | ---------------------------- |
| Chapelle des Pénitents noirs | Rue des Pénitents-noirs Boulevard Haute-Guyenne | 44° 21′ 13″ nord, 2° 02′ 13″ est | « PA00094201 »                | Classé                | 1920           | Chapelle des Pénitents noirs |
| Chartreuse Saint-Sauveur     | Avenue Vézian-Valette                           | 44° 20′ 39″ nord, 2° 01′ 59″ est | « PA00094202 »                | Classé                | 1840           | Chartreuse Saint-Sauveur     |
| Château de Graves            | Graves                                          | 44° 21′ 57″ nord, 2° 01′ 39″ est | « PA00094203 »                | Classé                | 1991           | Château de Graves            |
| Église Notre-Dame            | Place Notre-Dame                                | 44° 21′ 08″ nord, 2° 02′ 16″ est | « PA00094204 »                | Classé                | 1892           | Église Notre-Dame            |
| Église Saint-Jacques         | Rue Saint-Jacques                               | 44° 21′ 13″ nord, 2° 02′ 14″ est | « PA12000029 »                | Inscrit               | 2003           | Église Saint-Jacques         |
| Fontaine monolithe           | Place de la Fontaine                            | 44° 21′ 05″ nord, 2° 02′ 12″ est | « PA00094205 »                | Classé                | 1920           | Fontaine monolithe           |
| Place Notre-Dame             | Place Notre-Dame                                | 44° 21′ 08″ nord, 2° 02′ 15″ est | « PA00094239 »                | Classé                | 1996           | Place Notre-Dame             |
| Maison Almaric               | Place Notre-Dame                                | à géolocaliser                   | « PA00094206 » « PA00094207 » | Inscrit Classé        | 1932 1996      | Maison Almaric               |
| Maison Armand                | Place Notre-Dame Arcades du Consulat            | 44° 21′ 07″ nord, 2° 02′ 15″ est | « PA00094208 »                | Inscrit Classé        | 1932 1996      | Maison Armand                |
| Maison Dardenne              | Place Notre-Dame Arcades du Consulat            | à géolocaliser                   | « PA00094224 »                | Classé Inscrit Classé | 1916 1927 1996 | Maison Dardenne              |
| Maison Besson                | Rue de la République                            | 44° 21′ 03″ nord, 2° 02′ 15″ est | « PA00094209 »                | Inscrit               | 1928           | Image manquante Téléverser   |
| Maison Bouillac              | Place Notre-Dame                                | à géolocaliser                   | « PA00094210 »                | Inscrit Classé        | 1932 1996      | Image manquante Téléverser   |
| Maison Breton                | Place Notre-Dame                                | à géolocaliser                   | « PA00094211 »                | Inscrit Classé        | 1932 1996      | Image manquante Téléverser   |
| Maison Combettes             | 2 rue du Sergent-Bories                         | 44° 21′ 07″ nord, 2° 02′ 13″ est | « PA00094222 »                | Classé                | 1928           | Maison Combettes             |
| Maison Ganac                 | Place Notre-Dame                                | à géolocaliser                   | « PA00094212 »                | Inscrit Classé        | 1932 1996      | Image manquante Téléverser   |
| Maison Gaubert               | Rue Marcellin-Fabre                             | 44° 21′ 08″ nord, 2° 02′ 14″ est | « PA00094223 »                | Classé                | 1914 1996      | Maison Gaubert               |
| Maison Labarie               | Place Notre-Dame                                | à géolocaliser                   | « PA00094213 »                | Inscrit Classé        | 1932 1996      | Image manquante Téléverser   |
| Maison Maravelle             | Place Notre-Dame                                | à géolocaliser                   | « PA00094214 »                | Inscrit Classé        | 1932 1996      | Image manquante Téléverser   |
| Maison Palis                 | Place Notre-Dame                                | à géolocaliser                   | « PA00094215 »                | Inscrit Classé        | 1932 1996      | Image manquante Téléverser   |
| Maison Pomairols             | Place Notre-Dame                                | à géolocaliser                   | « PA00094216 »                | Classé                | 1943 1996      | Maison Pomairols             |
| Maison Ricard                | Place Notre-Dame                                | à géolocaliser                   | « PA00094217 »                | Inscrit Classé        | 1932 1996      | Image manquante Téléverser   |
| Maison du Rieu               | Place Notre-Dame                                | à géolocaliser                   | « PA00094218 »                | Inscrit Classé        | 1932 1996      | Image manquante Téléverser   |
| Maison Salingardes           | Place Notre-Dame                                | à géolocaliser                   | « PA00094219 »                | Inscrit Classé        | 1932 1996      | Image manquante Téléverser   |
| Maison Soulie                | Place Notre-Dame                                | à géolocaliser                   | « PA00094220 »                | Inscrit Classé        | 1932 1996      | Image manquante Téléverser   |
| Maison Trebosc               | Place Notre-Dame                                | à géolocaliser                   | « PA00094221 »                | Inscrit Classé        | 1932 1996      | Image manquante Téléverser   |
| Maison                       | 12 rue de la Treille                            | 44° 20′ 53″ nord, 2° 02′ 18″ est | « PA00094225 »                | Inscrit               | 1935           | Maison                       |
| Théâtre municipal            | 9 quai de la Sénéchaussée                       | 44° 20′ 59″ nord, 2° 02′ 18″ est | « PA00125563 »                | Inscrit               | 1993           | Théâtre municipal            |